# 四壯士五葉松步道
四壯士五葉松步道位於臺灣台中市和平區博愛里（泰雅族裡冷部落），四壯士神木是裡冷部落的著名景點，循著山間小路往上，沿途經過橘子、柿子、桃子等果園，如果恰逢結果的季節，空氣中會濔漫著優雅的果香。

## 景點
步道三分之一處有一面壯觀的巨石山坡，石縫間穿插著滿滿的紫花霍香薊，吸引許多翩翩彩蝶，在路程中點轉折處有一株高大的樟木，你可以停在寬闊的樹陰下稍做歇息，散發出宜人的樟木精油，讓人精神一振，在頂端有一四壯士神木平台，可稍作休息。體力較佳者，可往七重天瀑布群步道繼續前進。